# Birgitta Forsström
Birgitta Linnéa Forsström, född 13 oktober 1973 i Hangö, är finländsk ekonomie doktor. Hon är verkställande direktör för Stiftelsen Brita Maria Renlunds minne sr sedan maj 2021. Forsström är gift och har två vuxna barn.
Forsström utexaminerades som ekonomie magister från Åbo Akademi 1997 och ekonomie doktor 2005. Hon har verkat inom den finlandssvenska högskolesektorn under åren 2005–2014, bland annat som prorektor för Yrkeshögskolan Novia. Hon har också arbetat arbetat inom det officiella nordiska regeringssamarbetet (Nordiska ministerrådet). Under åren 2015–2021 var hon direktör för NIVA , Nordiska institutionen för vidareutbildning inom arbetsmiljöområdet vid Nordiska ministerrådet.
Forsström har haft olika förtroendeuppdrag inom tredje sektorn som styrelsemedlem i föreningar som verkar inom utbildnings- och kulturfältet. Sedan 2014 är hon styrelsemedlem i Lokal Tapiola Sydkusten och sedan 2021 medlem av förvaltningsrådet i Lokal Tapiola Livbolaget. Under åren 2019–2021 var Forsström medlem av Svenska kulturfondens styrelse.